# Louis (prénom)
Pour les articles homonymes, voir Louis, Saint Louis et Saint-Louis.
Cette page présente le prénom Louis ainsi que ses variantes.
Louis (prononcé : [lwi]) est un prénom masculin français, d'origine germanique.

## Occurrence
En 2020, ce prénom est porté par 193 079 garçons en France, et se classe parmi les 20 prénoms masculins les plus attribués cette même année. Il est le 6e prénom le plus attribué depuis 1900. Son année record d'attribution est 1920, avec 11 595 naissances. 2022 a vu naître 3 599 Louis.
Louis, qu’on peut faire remonter à l'époque carolingienne (Hlodowig) ou mérovingienne (Chlodowic), apparaît plus souvent à partir du XIIIe siècle et se rencontre dans l’usage populaire à partir du milieu du XVe siècle. Devenu héréditaire chez les Bourbons au XVIIe siècle, il se généralise dans toutes les couches de la population, jusqu’à atteindre le second rang des prénoms masculins au XIXe siècle et le premier au seuil du XXe siècle. Après une défaveur entre les années 1960 et 1980, sa cote repart à la hausse à partir de 1990.

## Étymologie
Louis est issu du nom d'homme carolingien *Hlodowig composé des éléments hlod- « gloire, renommée » et wig- « combat »,.
La forme originelle *Hlodowig (cf. vieux haut allemand Hluodwic) ou son équivalent francique Chlodowich a été latinisée en Clodouechus (ultérieurement Clodouicus et Clodoueus), la fricative sourde [x] (notée h) du germanique ancien n'existant pas en latin, d'où le français médiéval Clovis, l'occitan Clodovèu, l'italien Clodoveo, etc. Cependant une forme plus tardive Ludowig (cf. vieux haut allemand Ludewig, allemand Ludwig) après disparition de la fricative a été transcrite Ludouicus, à l'origine de la forme savante Ludovic et de la forme populaire Looïs, laquelle a évolué en Louis, Loïs. Autres formes remontant à *Hlodowig : Loïc (provençal); Lozoïc (provençal) et forme féminine Louise.

## Variantes

### Formes étrangères
| - allemand : Ludwig - anglais : Lewis, Lewes, Lewie, Lew, Ludovic - basque : Aloxi, Koldobika, Luki - breton : Loeiz, Laouig - catalan : Lluís, Lluisa - corse : Lavighju Lavisu - danois : Ludvig - espagnol : Luis, Luisa - espéranto : Ludoviko - gallois : Llewelyn, Llewellyn, Llywelyn - grec : Λουδοβίκος (Loudovikos), Λουίζα (Louiza) - hongrois : Lajos - hawaïen : Lui |  | - irlandais : Alaois, Alabhaois, Lughaidh, Aloisia - italien : Luigi, Gino, Ludovico, (venitien: Alvise), Luisa, Luigia, Eloisa, Ludovica - latin : Ludovicus, Aloysius - néerlandais : Lodewijk, Lode, Lowie - norvégien : Ludvig, Lovise, Louise - occitan : Loís, Loïsa, Lovís, Lovisa - polonais : Ludwik, Ludwika, Luiza - portugais : Luís, Ludovico, Aloísio, Luísa, Ludovica - roumain : Ludovic - russe : Людовик (Lioudovik) - suédois : Ludvig, Lova - tchèque : Ludvík |  |

## Fête et saint patron
Louis se fête le 25 août. Cette fête honore le roi de France Louis IX. Aimé de son peuple pour sa générosité et sa charité envers les pauvres, saint Louis participa à la fondation d'hôpitaux, de monastères, de la Sorbonne, de la cathédrale Notre-Dame de Paris et de la Sainte-Chapelle, édifice reliquaire de la Sainte Couronne.

## Histoire
Louis évoque la royauté. Ce nom est longtemps frappé d'un tabou en France, car par usage, personne ne pouvait porter le nom de Louis s'il ne possédait pas de sang royal. Ce nom ne se répand et ne se popularise qu'à partir du XVe siècle.
Dix-sept rois de France se sont prénommés Louis, voire cinq de plus si l'on ajoute les rois prénommés Clovis ainsi que Louis-Philippe Ier. Après le règne de Louis IX au XIIIe siècle, que la royauté française célèbre comme un règne marqué par la piété, la sagesse et la justice, le Moyen Âge européen exalte ce prénom, et longtemps les Français sont surnommés les « fils de Saint Louis »[réf. nécessaire].
C'est aussi le prénom de 14 souverains du landgraviat puis Grand-duché de Hesse-Darmstadt, de trois rois de Bavière, d'un roi d'Espagne, d'un roi du Portugal[réf. nécessaire]. 
C'est, après Charles, le prénom royal par excellence . Pourtant, « contre toute attente, la Révolution n'affaiblit pas son audience ». Une étude par année met en évidence, tout au plus, un léger fléchissement en 1794, et il remporte même un succès inattendu en 1792.

### Rois de France

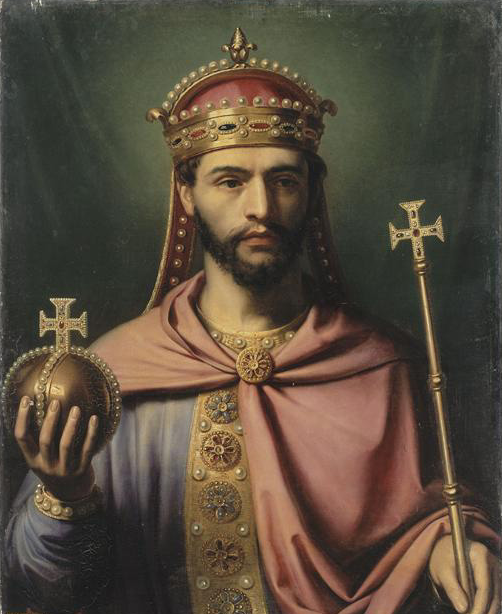
Louis Ier, dit « le Pieux »
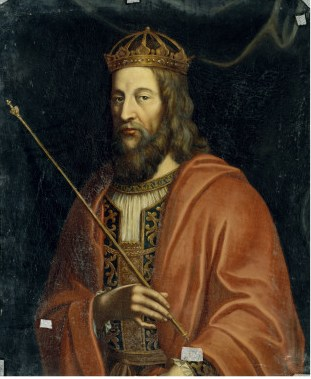
Louis II, dit « le Bègue »
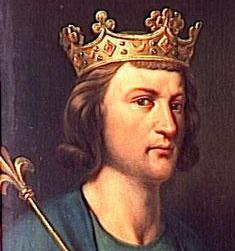
Louis III
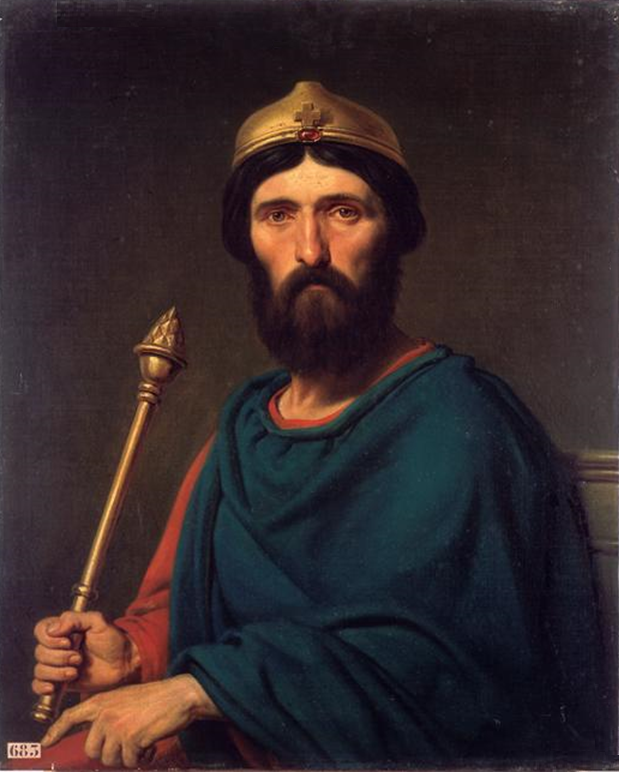
Louis IV, dit « d'Outremer »
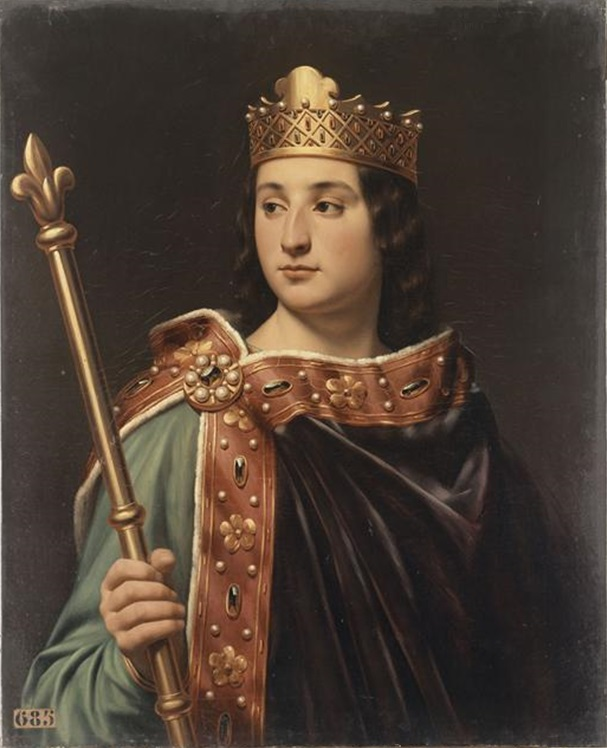
Louis V, dit « le Fainéant »
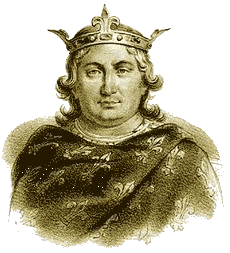
Louis VI, dit « le Gros »
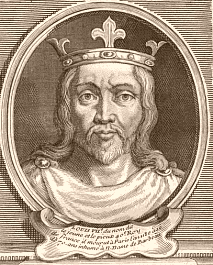
Louis VII, dit « le Jeune »
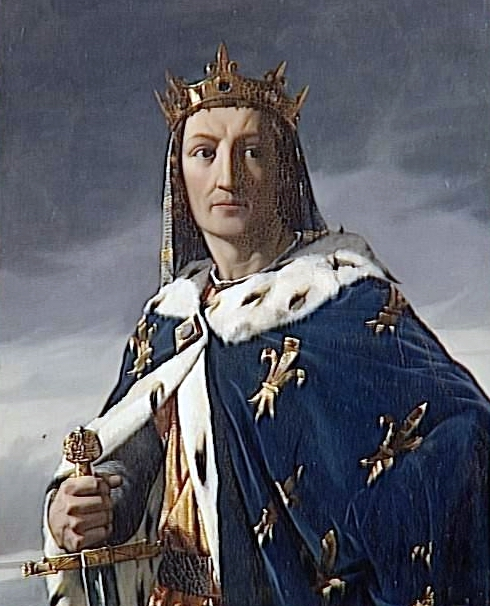
Louis VIII, dit « le Lion »
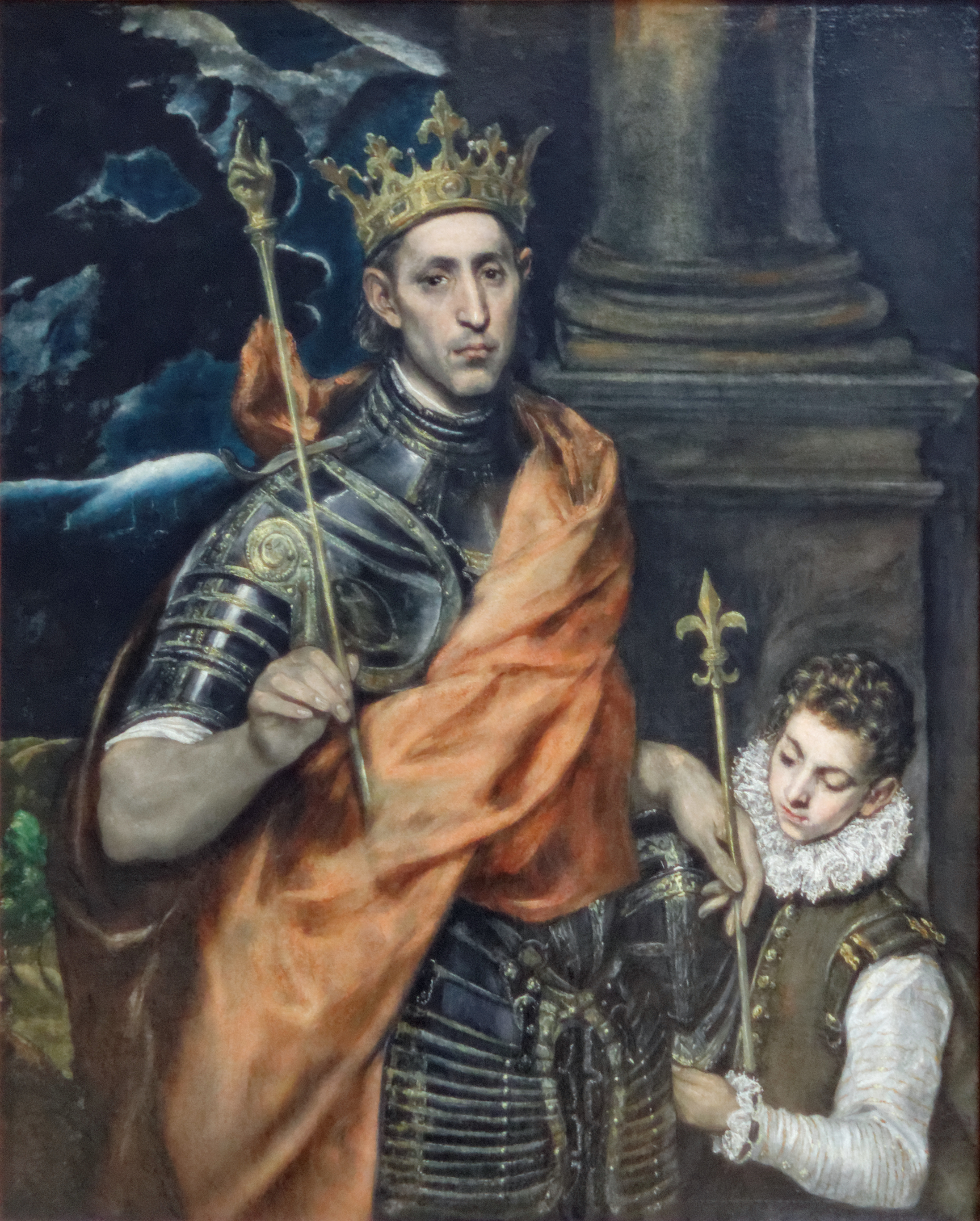
Louis IX, dit « Saint Louis »
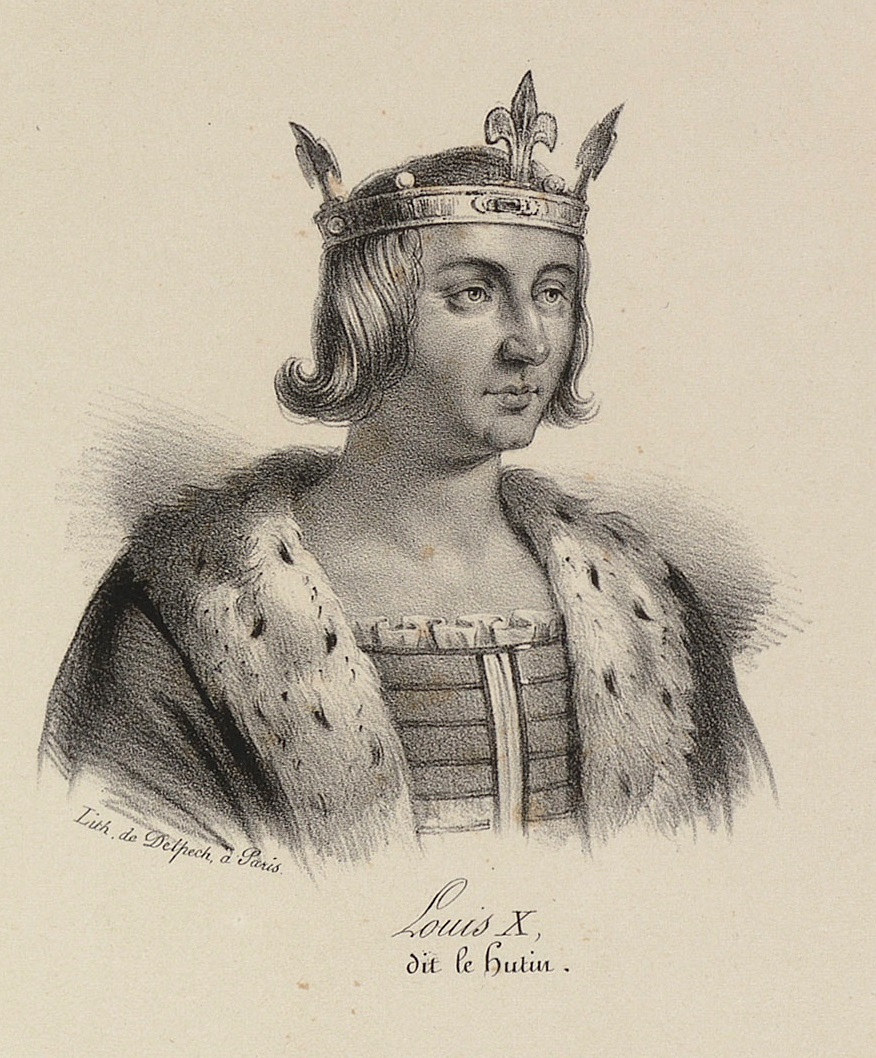
Louis X, dit « le Hutin »
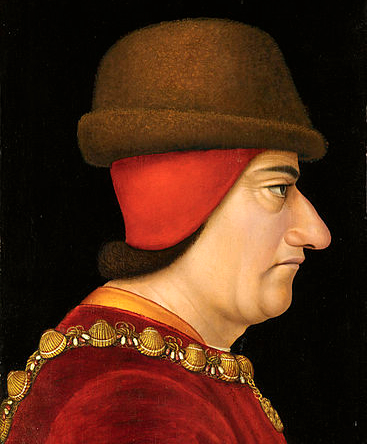
Louis XI, dit « le Prudent »
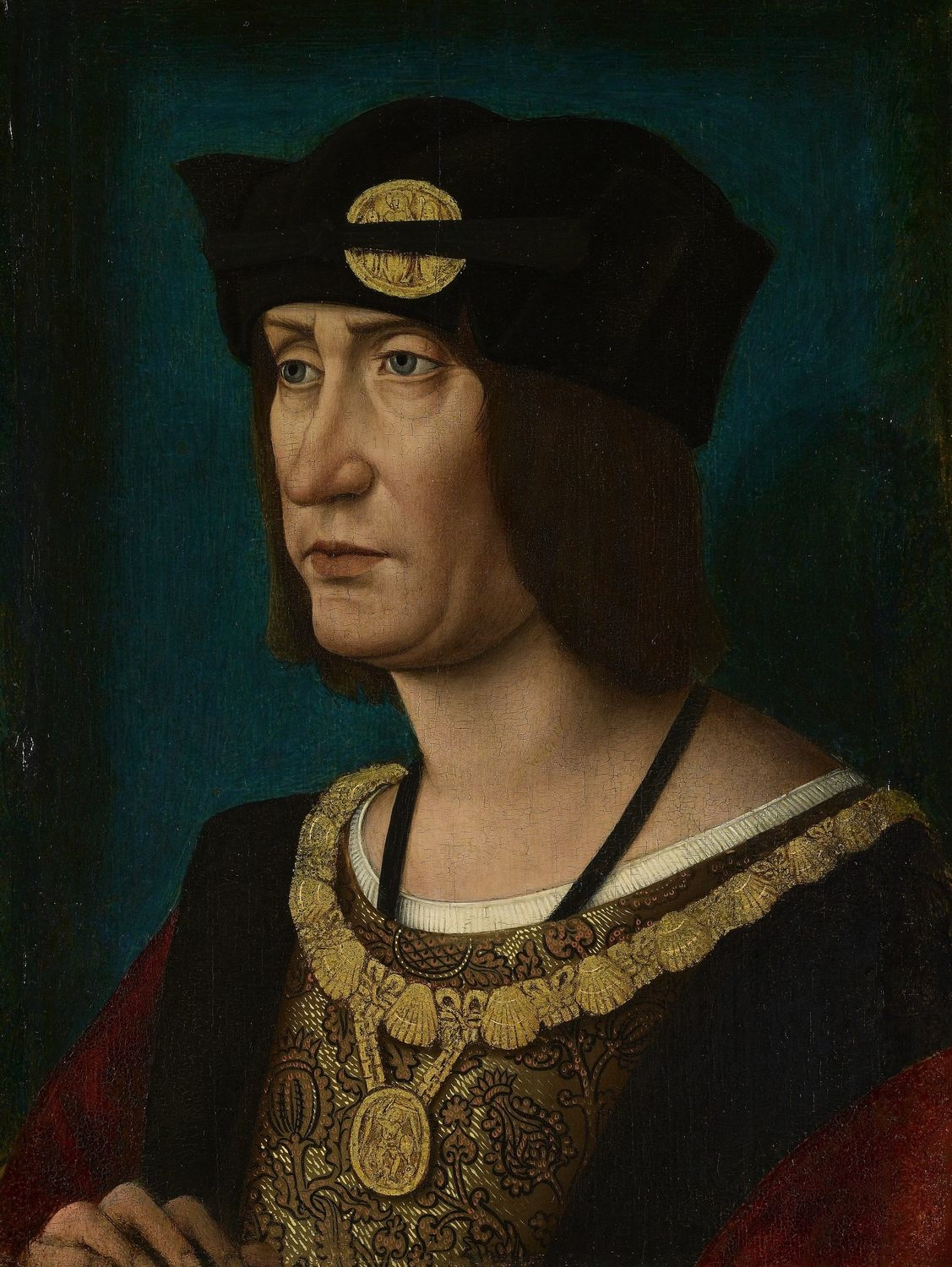
Louis XII, dit « le Père »
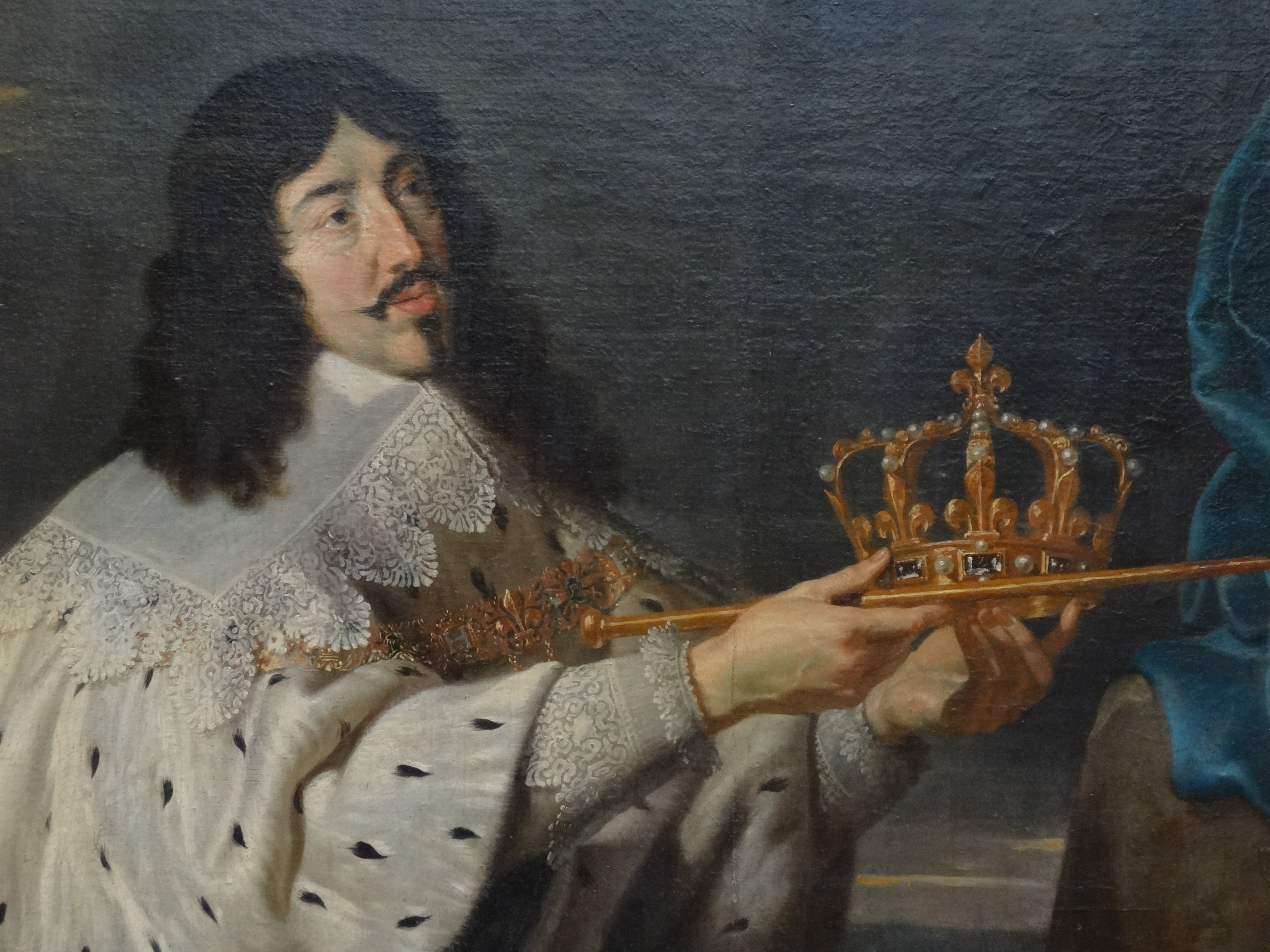
Louis XIII, dit « le Juste »
Louis XIV, dit « le Grand »
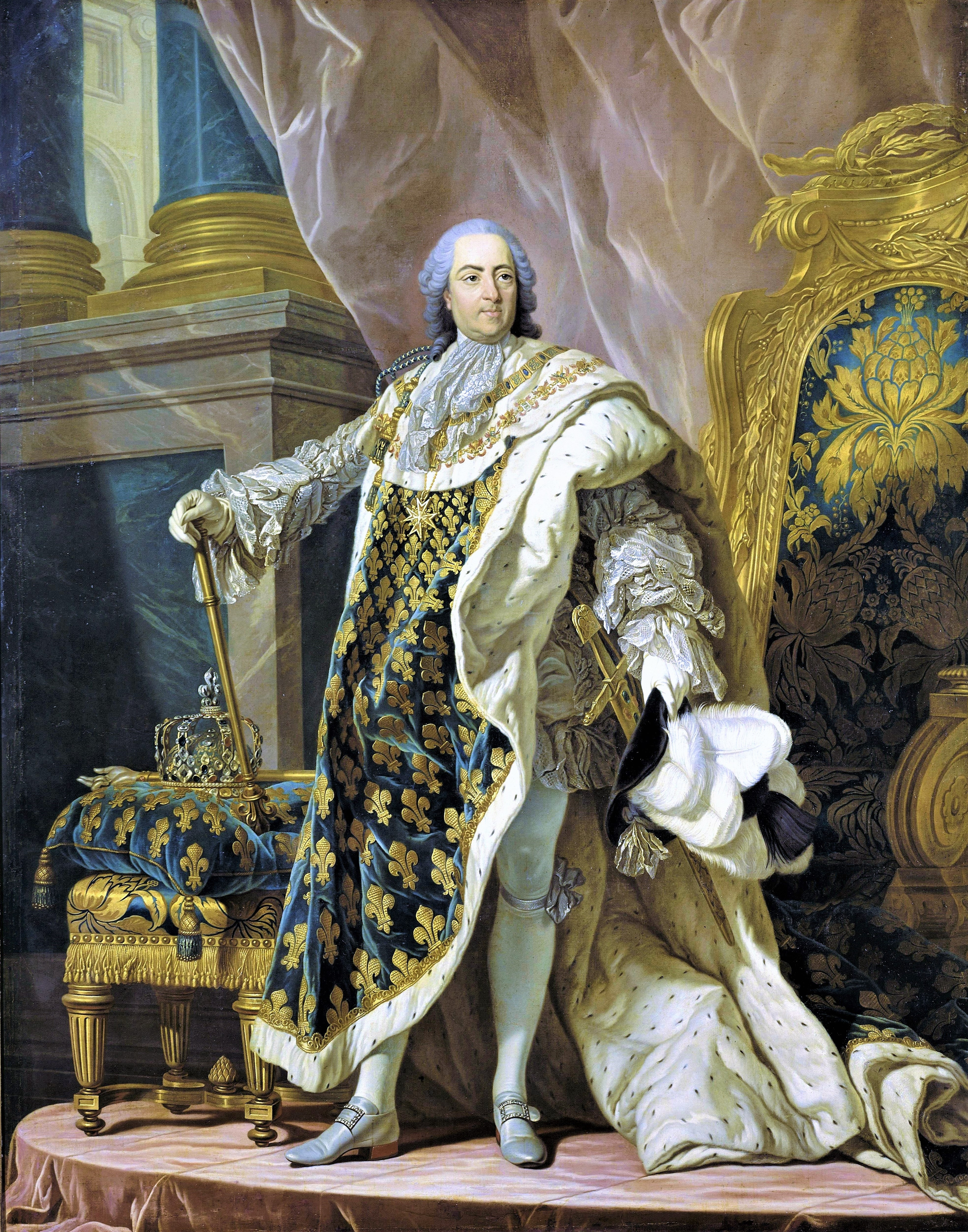
Louis XV, dit « le Bien-aimé »
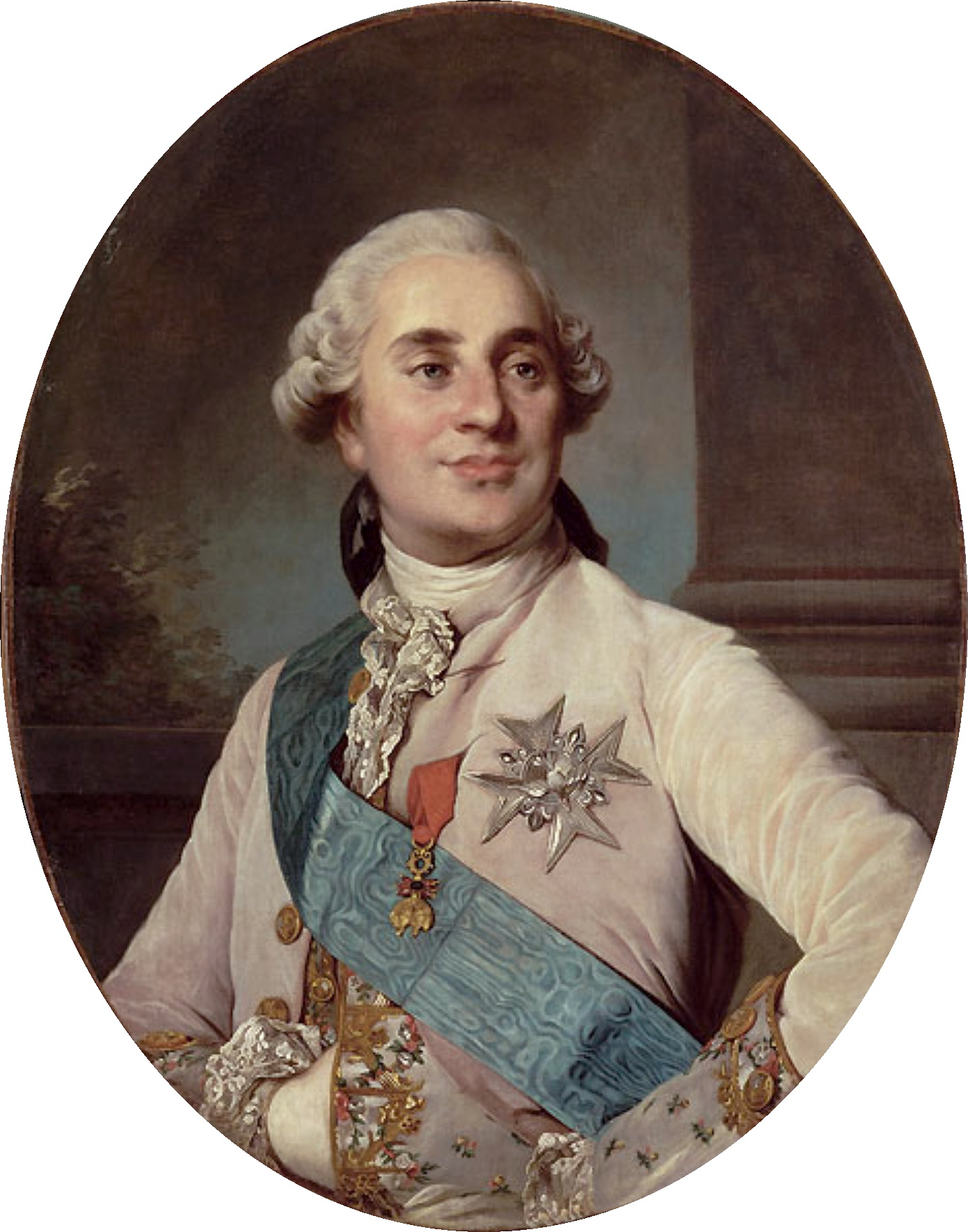
Louis XVI, dit « le Martyr »
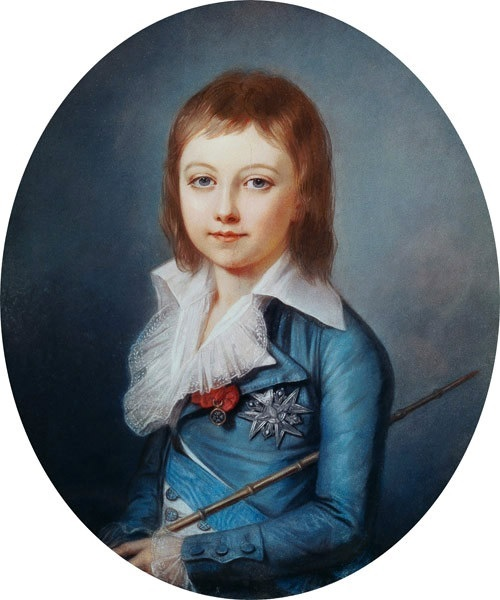
« Louis XVII », dit « l'Enfant-martyr », titulaire de la couronne de France entre 1793 et 1795
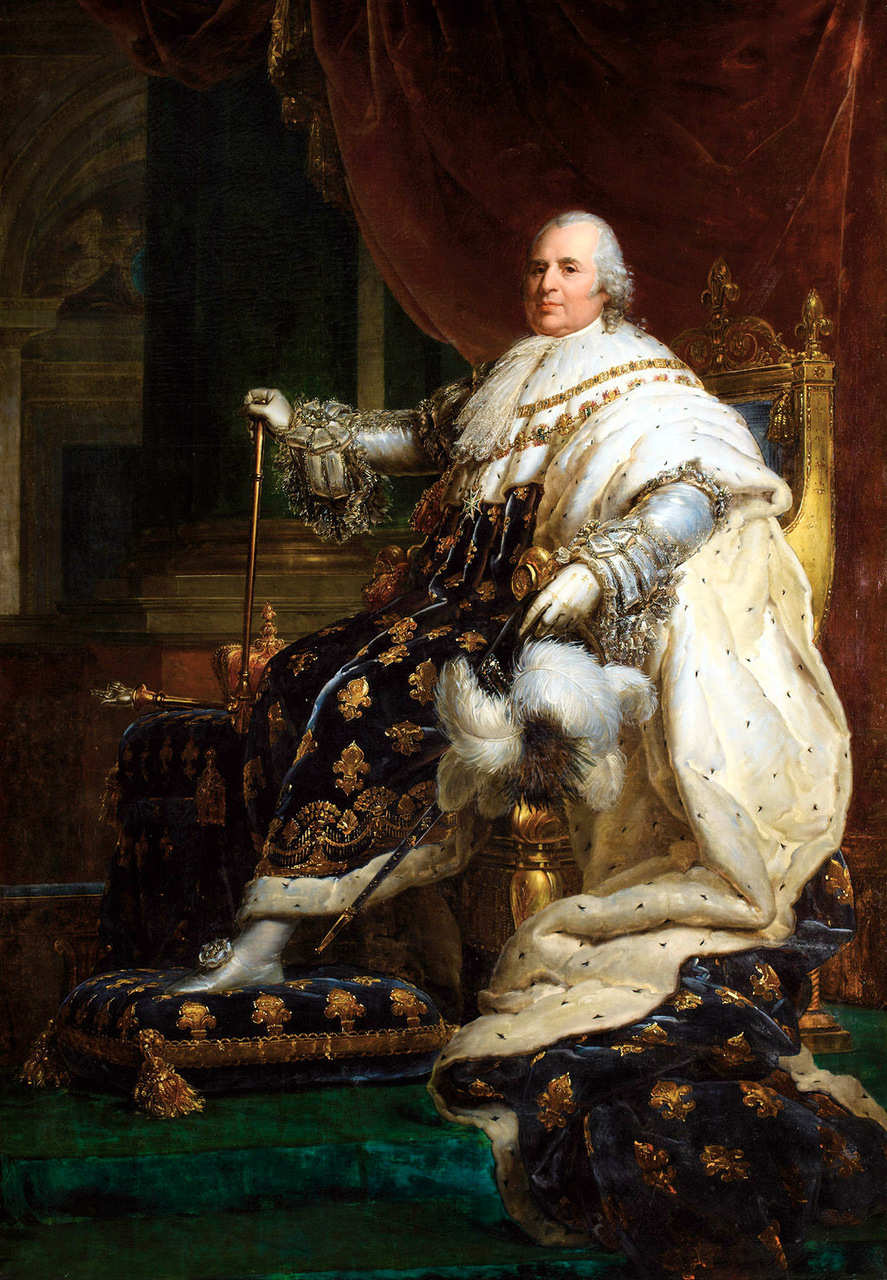
Louis XVIII, dit « le Désiré »
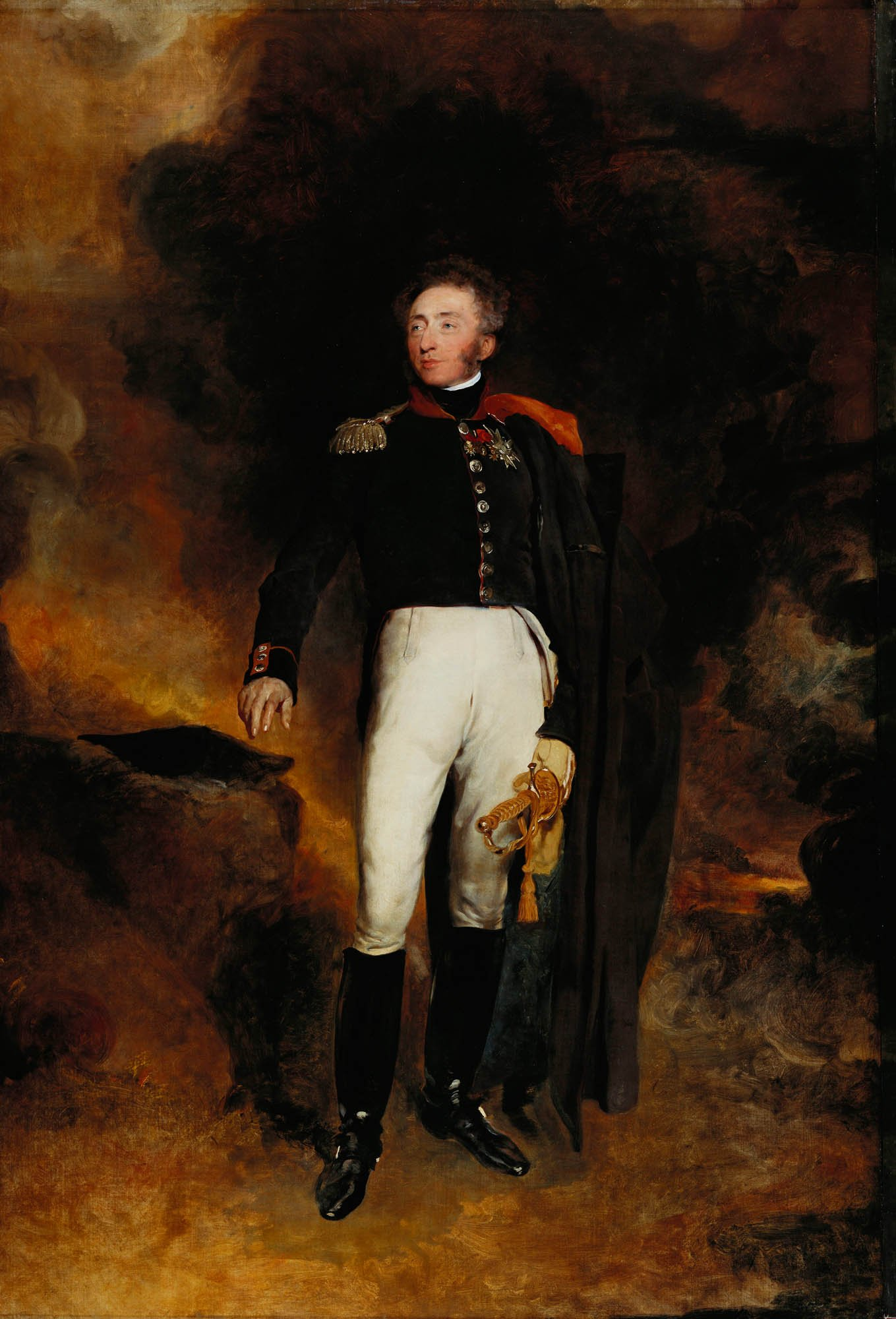
« Louis XIX », titulaire de la couronne de France entre 1836 et 1844
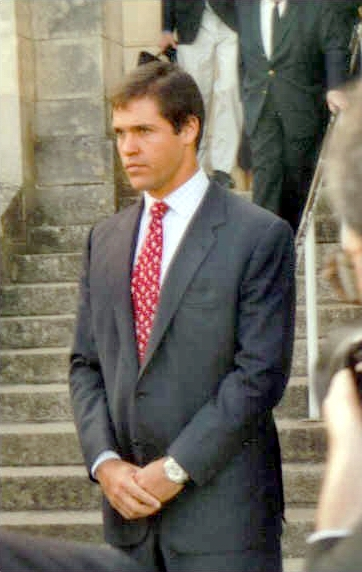
« Louis XX », titulaire de la couronne de France depuis 1989

### Saints chrétiens
Voir Liste des saints Louis 

### Religieux
- Louis (vers 800-867), religieux du Moyen Âge.

### Souverains
- Dix-sept rois de France furent prénommés Louis (en réalité les cinq premiers Louis n'étaient pas roi de France mais de Francie occidentale). Il y en eut en fait quatre de plus, si l'on ajoute Clovis Ier et ses trois successeurs homonymes Clovis II, Clovis III et Clovis IV, qui n'étaient pas rois de France mais roi des Francs : la France n'existait pas à cette époque. C'est ce qui a fait dire au poète Jacques Prévert que les rois de France ne savaient pas compter jusqu'à vingt.
- Plusieurs princes, fils de rois de France, ont été nommés Louis ; voir Louis de France .

Pays dont des souverains ont porté ce nom ou une de ses variantes :
- Bavière : Louis Ier, Louis II et Louis III
- Espagne
- Hesse : Louis Ier « le Pacifique », Louis II « le Franc » (en Haute-Hesse), Louis de Hesse-Philippsthal, Louis IV de Hesse-Marbourg, Louis V de Hesse-Darmsadt...
- Hollande
- Hongrie
- Monaco
- Naples
- Pologne
- Portugal
- Sicile
- Thuringe

### Autres personnalités
- Pour l'ensemble des articles sur les personnes portant ce prénom, consulter :
  - la liste des articles dont le titre commence par ce prénom
  - les listes produites par Wikidata : Liste des personnes de prénom « Louis » — même liste en incluant les éventuels prénoms composés qui contiennent « Louis ».

## Chansons
Voir les chansons francophones dont le titre contient le prénom Louis.

## Éponymie
On donne parfois aux Louis les surnoms Lou ou encore Loulou.
Plusieurs noms de famille sont dérivés du prénom Louis et de ses variantes Loúis et Louiss.
De nombreux toponymes sont dérivés du prénom Louis, par exemple les noms de la Louisiane ou encore des villes appelées Saint-Louis ou Louisville.